# Parodia curvispina
Parodia curvispina ist eine Pflanzenart aus der Gattung Parodia in der Familie der Kakteengewächse (Cactaceae). Das Artepitheton curvispina leitet sich von den lateinischen Worten curvus für ‚gebogen‘ sowie -spinus für ‚bedornt‘ ab und verweist auf die gebogenen Dornen der Art.

## Beschreibung
Parodia curvispina wächst einzeln. Die grünen, niedergedrückt kugelförmigen Triebe erreichen Durchmesser von bis zu 5 Zentimeter. Die etwa 24 geraden Rippen sind in kleine Höcker untergliedert. Die auf ihnen befindlichen Areolen sind weiß. Der einzelne gelbliche Mitteldorn ist abwärts gebogen. Er weist eine Länge von 0,5 bis 2 Zentimeter auf. Die zehn bis 13 einwärts gebogenen Randdornen sind 0,4 bis 1 Zentimeter lang.
Die schwefelgelben Blüten erreichen Längen von 4 bis 6 Zentimeter. Die Narbe ist dunkel rotbraun. In den hohlen grünen Früchte sind beutelförmige, schwarze Samen enthalten, die fein gehöckert sind.

## Verbreitung und Systematik
Parodia curvispina ist im brasilianischen Bundesstaat Rio Grande do Sul verbreitet.
Die Erstbeschreibung als Notocactus curvispinus durch Friedrich Ritter wurde 1979 veröffentlicht. David Richard Hunt stellte die Art 1987 in die Gattung Parodia. Nomenklatorische Synonyme sind Ritterocactus curvispinus (F.Ritter) Doweld (1999) und Notocactus arnostianus f. curvispinus (F.Ritter) N.Gerloff & Neduchal (2004, nom. inval. ICBN-Artikel 11.4).

## Nachweise